# Grodzisko-Miasteczko
Grodzisko-Miasteczko est une localité polonaise de la gmina de Grodzisko Dolne, située dans le powiat de Leżajsk en voïvodie des Basses-Carpates.